# Ещин, Леонид Евсеевич
Леонид Евсеевич Ещин (1897—1930) — русский поэт и журналист.

## Биография
Старший сын журналиста и политического деятеля Евсея Марковича Ещина. По окончании нижегородской гимназии поступил на историко-филологический факультет Московского университета. В 1915 г. оставил университет и поступил в Александровское военное училище.
После Октябрьской революции вошёл в состав тайной офицерской организации, руководимой полковником А. Перхуровым. Летом 1918 г. выехал в Ярославль, где принял участие в антибольшевистском восстании. Покинул Ярославль за 4 дня до подавления восстания в составе отряда из 50 человек во главе с Перхуровым, высланного за подкреплением; с ним добрался до Казани, где поступил на службу в Народную армию.
С 1919 г. служил адъютантом командира Ижевской стрелковой дивизии полковника В. Молчанова. Участвовал в Великом Сибирском Ледяном походе, с войсками Молчанова дошёл до Приморья. Попав в 1921 г. во Владивосток, сотрудничал с местной печатью, выпустил книгу «Стихи таёжного похода».
В 1922 г., после захвата большевиками Владивостока, был переправлен на японском судне в Корею, где около года провёл в беженских лагерях. С 1923 г. жил в Харбине. Изредка публиковался в местной прессе. По свидетельствам современников, умер от крайней нищеты и злоупотребления алкоголем; существует также неподтверждённая версия о самоубийстве поэта.
О Ещине оставили воспоминания Юстина Крузенштерн-Петерец и Арсений Несмелов. Он фигурирует в рассказах Несмелова «Удачный заголовок», «Чудесный подарок», «Голубое одеяло», ему же поэт посвятил отдельное стихотворение. Крайне искажённый портрет Ещина под именем Евсеев дан в романе Н. Ильиной «Возвращение». В архиве матери Ильиной, Е. Д. Воейковой, сохранились стихи Ещина (в том числе посвящённые ей), опубликованные посмертно.